# タクナ県
タクナ県（タクナけん、スペイン語: Región Tacna）は、ペルーを構成する24の県の1つである。県都はタクナである。
ペルー最南部に位置し、チリの国境と接している。

## 隣接する県
- モケグア県
- プーノ県
- ラパス県
- アリカ・イ・パリナコータ州

## 行政区画
行政区画は4つの郡（英語：provinces。スペイン語：provincias、単数：provincia）に分けられる。
郡は以下の通りである。
| No | 郡名               | 中心地     | 図 |
| -- | ------------------ | ---------- | -- |
| ■  | カンダラベ郡       | カンダラベ |    |
| ■  | ホルヘ・バサドレ郡 | ロクンバ   |    |
| ■  | タクナ郡           | タクナ     |    |
| ■  | タラタ郡           | タラタ     |    |

## 日本との関係
1962年、日本の電源開発株式会社は、タクナ県経済開発公団との間で総合開発計画の契約を締結。1967年までに自然湖であるアリコータ湖を利用した水力発電所及び送電施設の建設を行った。